# João Branco Núncio
João Alves Branco Núncio OSE • ComIH • ComB (Alcácer do Sal, Alcácer do Sal, São Romão, Herdade das Parchanas, 15 de fevereiro de 1901 — Golegã, Golegã, 26 de janeiro de 1976) foi um cavaleiro tauromáquico português.
Figura incontornável do toureio a cavalo — possivelmente, a par de João Moura, o mais reconhecido cavaleiro tauromáquico de sempre — Joao Branco Nuncio foi responsável por um processo de renovação artística na corrida portuguesa, havendo um antes e um depois do seu aparecimento como cavaleiro profissional. Destacou-se igualmente nas corridas de rejones em Espanha e França, onde atuou em todas as grandes praças e foi apreciado por milhares de espetadores.

## Biografia
João Branco Núncio nasceu em Alcácer do Sal, numa casa branca junto à de seu tio-bisavô António Caetano de Figueiredo, 1.° Visconde de Alcácer do Sal, hoje sede da Sociedade Filarmónica Visconde de Alcácer do Sal. 
O seu avô paterno, Joaquim Mendes Núncio, lavrador e proprietário, mudara-se da Golegã para Alcácer do Sal, no ano de 1878, desenvolvendo aí uma próspera casa agrícola.
Terá sido também por causa do avô Joaquim que João Núncio se tornaria cavaleiro tauromáquico — o cavaleiro recordava as idas aos touros em criança, onde cedo se fascinara com as atuações vibrantes de José Casimiro; «as atuações de José Casimiro tiveram em mim uma influência enorme na resolução de ser toureiro», dirá, mais tarde, numa reportagem filmada em 1968 para a RTP.
Criado no campo, muito jovem se iniciou a montar a cavalo. Aos 13 anos estreou-se como cavaleiro tauromáquico amador, na praça de toiros de Évora. 
O génio que, desde cedo, revelava na arte do toureio faziam prever a brilhante carreira que o cavaleiro viria a ter, mas a necessidade de prosseguir os estudos, afastou-o dos cavalos e dos toiros nas temporadas seguintes.
Regressaria às lides em 1917, depois de concluído o antigo Curso Comercial, na Escola Académica de Lisboa, onde também conheceu o seu amigo e futuro rival de arenas Simão da Veiga. 
Cinco anos mais tarde passaria a condição de profissional - a  alternativa foi-lhe dada a 27 de maio de 1923, na Monumental do Campo Pequeno, tendo como padrinho António Luís Lopes, numa corrida empresariada por Patrício Cecílio, seu futuro cunhado. 
Uma semana depois foi contratado para atuar novamente no Campo Pequeno, mas, influenciado pelo seu velho mestre, Vitorino Froes — que já na condição de amador reclamara a reposição do toiro puro — fez constar do seu contrato uma cláusula em que exigia lidar apenas toiros puros, ou seja toiros que nunca tivessem sido lidados; contando então com a solidariedade do seu amigo e, nessa tarde companheiro de cartaz, Simão da Veiga .
Desde então, em todas as corridas em que participou, os empresários respeitaram a petição do jovem cavaleiro que, com a sua atitude, iniciava um processo de renovação na corrida portuguesa — primeiro o toiro corrido caia em desuso, depois acabaria por ser consagrado na lei reguladora do espetáculos tauromáquicos a proibição de lidar toiros corridos. 
A mudança viria a reconfigurar o espetáculo no sentido técnico e estético, já que a lide dos toiros puros possibilitava a execução de sortes frontais; isto é a colocação frente a frente do cavalo com o touro. 
Apurado o sentido estético e de lide, Núncio foi também um precursor na forma de treinar as suas montadas, adaptando cada cavalo da sua quadra a uma lide específica.
Por fim, foi também por sua influência que os cavaleiros deixam de usar cabeleira empoada e luva branca durante as lides.
Cavaleiro de estilo espetacular e figurativo, participou, ao longo da sua carreira, em mais de 1.000 corridas, enfrentou mais de 2.000 toiros e montou cerca de 60 cavalos diferentes, alcançando inúmeros êxitos.
Destacou-se ainda em inúmeras corridas de rejones em Espanha e em França, matando toiros a cavalo, e rivalizando nessa qualidade com as principais figuras da tauromaquia a cavalo em Espanha, como Antonio Cañero ou Álvaro Domecq Díez. Manolete, matador com quem o cavaleiro partilhou cartel em diversas corridas mistas (compostas por atuações a cavalo e a pé), disse um dia «Como Núncio no hay nadie!».
De resto, no país vizinho, João Núncio apresentou-se nas mais prestigiadas praças e feiras tauromáquicas, desde logo na Monumental de Las Ventas, mas também na Real Maestranza de Sevilha, bem como noutras importantes praças de Espanha (como Barcelona, Bilbao, Santander, Jerez de la Frontera, entre outras). 
A 14 de junho de 1949 foi agraciado como Comendador da Ordem de Benemerência; a 5 de julho de 1963, ao celebrar 40 anos de carreira, com o grau de Oficial da Ordem Militar de Sant'Iago da Espada; a 13 de julho de 1973 como Comendador da Ordem do Infante D. Henrique.
Em sua homenagem, também foi atribuído o seu nome à Praça de Touros João Branco Núncio, em Alcácer do Sal.
Atuou pela última vez na Praça de Touros Palha Blanco, em Vila Franca de Xira, a 21 de outubro de 1973.
Além de ter sido um cavaleiro de percurso longevo e muitos sucessos artísticos, João Núncio foi também um opulento agricultor e criador de gado — chamavam-lhe o Califa de Alcácer — dedicando-se igualmente à criação de reses bravas para o toureio, obtendo assim sucessos também como ganadero, em arenas de Espanha e França.
No período revolucionário subsequente 25 de abril de 1974, a sua Herdade de Entre-as-Matas foi ocupada e a sua casa de habitação, situada em Alcácer, saqueada, o que levou o cavaleiro já retirado a estabelecer-se na Golegã, passando a viver em casa de Patrício Cecílio.
Despojado dos seus bens, tentou regressar às arenas, mas acabaria por falecer no ano de 1976, nessa vila ribatejana.
As circunstancias do seu final de vida — de alguma forma visto como consequência do 25 de abril e do processo revolucionário —, foi retratado num fado do repertório de Carlos Zel, com letra de Maria Manuel Cid, e interpretado no Fado Mouraria, intitulado Mestre Joao Nuncio. 

## Família
João Núncio foi o primeiro filho varão de Joaquim Mendes Núncio, Jr. (Alcácer do Sal, Santiago, Santa Catarina de Sitimos, 9 de Dezembro de 1873 - 28 de Outubro de 1962) e de sua mulher (Alcácer do Sal, Santiago, 4 de Agosto de 1897) Maria do Carmo Leite de Sá Branco (Alcácer do Sal, Santiago, 20 de Agosto de 1868 - Alcácer do Sal, 22 de Novembro de 1960).